# Matthéo Xantippe
Matthéo Xantippe, né le 11 avril 2002 à Amiens en France, est un footballeur français qui évolue au poste d'arrière gauche au Grenoble Foot 38.

## Biographie

### Carrière en club
Né à Amiens en France, Matthéo Xantippe est formé par le club local du Amiens SC. Il joue son premier match en professionnel le 24 juillet 2021, lors de la première journée de la saison saison 2021-2022 de Ligue 2 contre l'AJ Auxerre. Il est titularisé et son équipe s'incline par deux buts à un ce jour-là. Après une première saison convaincante en Ligue 2, Xantippe signe son premier contrat professionnel le 29 juin 2022.
Sa deuxième saison est moins impressionnante. En effet, Xantippe performe moins, et doit faire face à quelques pépins physiques. Heureusement pour lui, malgré les premières apparitions du jeune Kassoum Ouattara. il conserve sa place de titulaire en raison des mauvaises performances de Sebastian Ring, pourtant recruté pour le concurrencer.
En juillet 2022 Matthéo Xantippe rejoint le Grenoble Foot 38. Le transfert est annoncé le 26 juin 2023 et il signe un contrat courant jusqu'en juin 2026.

### En sélection
Matthéo Xantippe représente l'équipe de France des moins de 18 ans, pour un seul match joué, le 12 février 2020 contre l'Italie. Il entre en jeu à la place de Kiliann Sildillia et son équipe s'impose par deux buts à un.